# Karl Eibel
Karl Eibel född 23 juli 1891 i Steeg am Hallstätter See ca 60 km sydost om Salzburg i Österrike död 21 januari 1943 nordväst om Stalingrad (stupade i strid). Tysk militär. Eibel överfördes till den tyska armén 15 mars 1938 och befordrades till generalmajor i februari 1942 samt till general i infanteriet i mars 1943 (postumt). Han erhöll Riddarkorset av järnkorset med eklöv och svärd i december 1942.

## Befäl
- bataljonschef vid 132. infanteriregementet september 1938 – juni 1940
- 132. infanteriregementet juni 1940 - januari 1942
- 385. Infanterie-Division januari - december 1942
- XXIV. Panzerkorps 20 – 21 januari 1943 (KIA)